# Ньюмарк, Крейг
Крейг Ньюмарк (полное имя Крейг Александр Ньюмарк, англ. Craig Alexander Newmark, род. 6 декабря 1952, Морристаун, Нью-Джерси) — американский предприниматель и филантроп, наиболее известный как создатель интернет-доски объявлений Craigslist. Перед основанием веб-сайта работал программистом в IBM, Bank of America и Charles Schwab Corporation. Ньюмарк был генеральным директором (CEO) Craigslist с самого начала работы компании до 2000 года. Также в 2014 году основал Craig Newmark Philanthropies — благотворительный фонд, занимающийся выдачей грантов и пожертвований, в том числе на развитие кибербезопасности и помощь бездомным.

## Биография

### Ранняя жизнь и образование
Крейг родился в 1952 году в Морристауне, Нью-Джерси, в еврейской семье. Его мать, Джойс Ньюмарк, была бухгалтершей, а отец, Ли Ньюмарк, был коммивояжёром и, помимо прочих вещей, продавал мясо и страховые полисы. В детстве Крейг любил комиксы и научную фантастику и мечтал стать палеонтологом. Когда ему было 13, его отец умер от рака, и они с матерью и младшим братом Джеффом переехали в деревню Джейкоб Форд в Морристауне.
Будучи подростком, Ньюмарк пошёл в старшую школу Морристауна, где проявил большой интерес к физике. Во время учёбы он пел в школьном хоре, был членом кружка по физике, вторым капитаном команды дебатов и был причислен к городскому почётному обществу — организации, отмечающей людей с выдающимися академическими способностями. Ньюмарк выпустился из школы в 1971 году.
Во время первого курса в колледже Ньюмарк начал изучать информатику. В университете Кейс-Вестерн-Резерв получил по ней степень бакалавра и звание магистра в 1975 и 1977 годах соответственно.

### Карьера
Перед тем, как основать Craigslist, Ньюмарк работал программистом в Bank of America, Sun Microsystems и других компаниях. Его первым работодателем после выпуска из колледжа стала IBM, где он 17 лет проработал программистом и системным инженером. В течение этого времени он жил в Бока-Ратоне (Флорида) и в Детройте (Мичиган), а затем в Питтсбурге (Пенсильвания). В 1993 году Ньюман получил рабочее место в Charles Schwab Corporation и переехал в Сан-Франциско. Его коллега познакомил его с Интернетом, на тот момент всё ещё относительно свободным от коммерции.

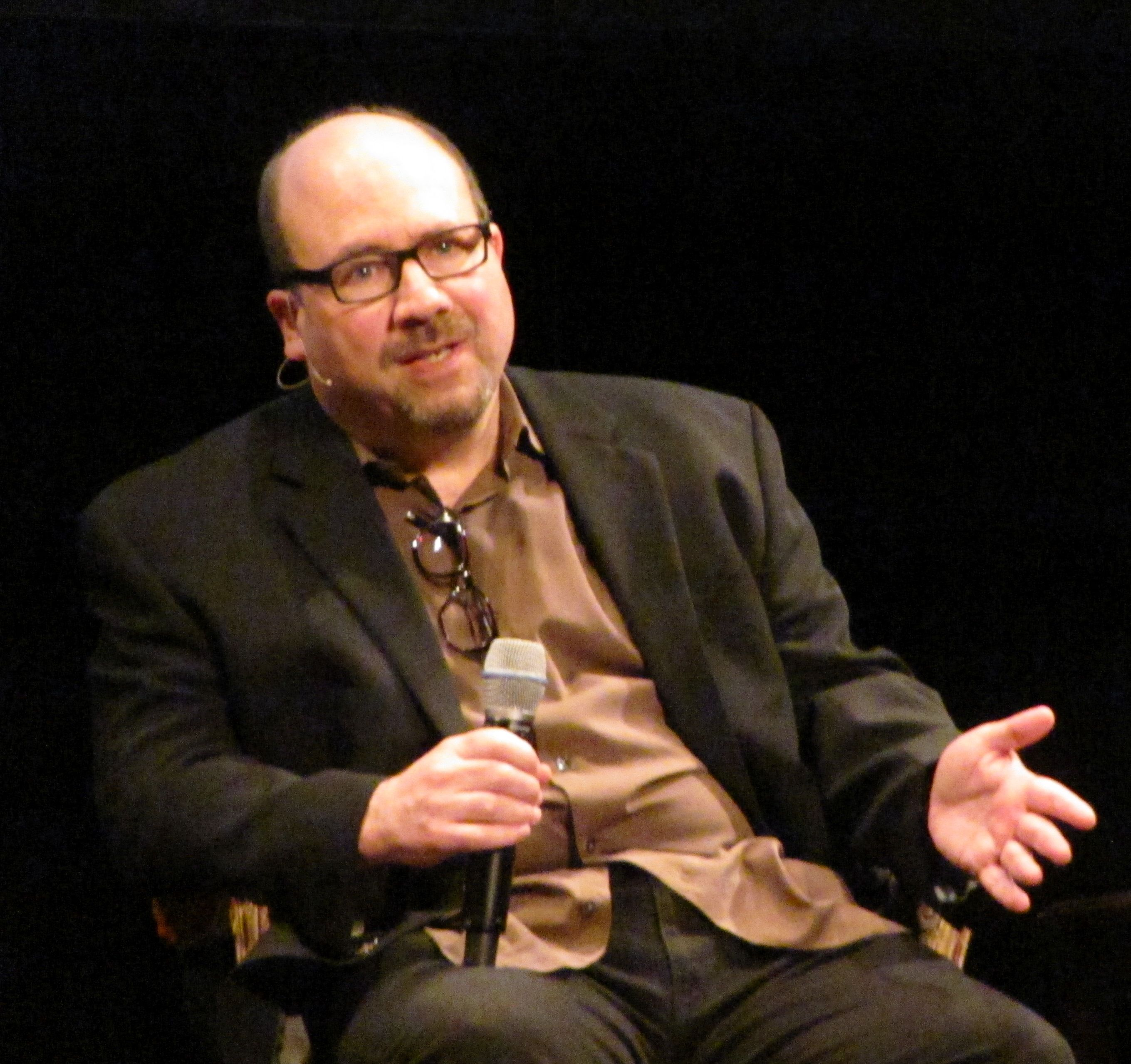
Ньюмарк в 2014 году

В 1995 году Ньюмарк стал присылать друзьям по электронной почте список предстоящих городских мероприятий. Другие люди просили присылать список и им, и чем больше людей присоединялось к рассылке, тем больше событий Ньюмарку приходилось вносить в список и тем шире становилась представленная в нём информация. В 1996 году Ньюмарк запустил сайт craigslist.org, где люди могли обмениваться информацией, как правило, бесплатно. Изначально сайт был журналом о проходящих в Сан-Франциско мероприятиях. Крейг занимался им в качестве хобби, одновременно с этим продолжая работать программистом до 1999 года, когда он переквалифицировал Craigslist в коммерческую организацию. В своей книге «Интернет для людей: политика и перспективы Craigslist» Джесса Лингел назвала веб-сайт «неджентрифицированным интернетом». В 2000 году Ньюмарк ушёл в отставку со своей позиции генерального директора, передав должность главному программисту Джиму Бакмастеру. С тех пор Ньюмарк не участвовал в деятельности Craigslist.
В 2005 году журнал Time включил Крейга Ньюмарка в список людей, изменивших мир.
Ньюмарк входит в состав совета директоров нескольких некоммерческих организаций, таких как Girls Who Code, Vets in Tech и журналистской школы его же имени при Городском университете Нью-Йорка. Также он входит в консультативный совет 18 других некоммерческих организаций.

## Благотворительная деятельность
Крейг Ньюмарк поддерживает благотворительные цели с 2004 года. В основном он направляет свои средства на поддержку журнализма и кибербезопасности. В 2015 он основал благотворительный фонд Craig Newmark Philanthropies, которая выступает материнской компанией для других его филантропических организаций, таких как его частный благотворительный фонд, которому Ньюмарк в 2016 году пожертвовал 50 миллионов долларов на поддержку семей военных, женщин в сфере информационных технологий и регистрации избирателей.
В 2018 году общая сумма пожертвований Ньюмарка достигла отметки в 143 миллиона долларов.
В рейтинге индивидуальных благотворителей The Chronicle of Philanthropy за 2020 год Ньюмарк оказался на 17 месте из 50, поскольку сумма его пожертвований была равна 100 миллионам долларов. В 2022 году он также вошёл в рейтинг, пожертвовав 81 миллион долларов через свои фонды Craig Newmark Foundation и Craig Newmark Philanthropic Fund.
В декабре 2022 года Крейг Ньюмарк заявил, что собирается пожертвовать бо́льшую часть своих денег на благотворительность.

### Ветераны
В 2014 году Ньюмарк консультировал Управление инноваций и обучения в здравоохранении штата Вирджиния и участвовал в разработке Blue Button — системы электронных медицинских карт, включающую семейную историю болезней. Система доступна всем ветеранам и ускоряет процесс обработки их заявлений.
В 2022 году Craig Newmark Philanthropies выделила грант в размере 2,95 миллионов долларов организации Got Your 6 Network, занимающейся помощью ветераном под управлением фонда Боба Вудраффа. По состоянию на 2022 год Craig Newmark Philanthropies выделила более 28 миллионов долларов военным и ветеранским сообществам.
В 2023 году Ньюмарк пожертвовал 1 миллион долларов семьям военных.
Также в этом же году Craig Newmark Philanthropies внесла 10 миллионов долларов в благотворительный сбор Stand Up for Heroes, посвящённый психологической поддержке ветеранов и их семей.
В 2023 году Ньюмарк пообещал выделить дополнительные 100 миллионов долларов организациям, работающим с ветеранами и семьями военных.

### Кибербезопасность
В январе 2017 года TechCrunch сообщил, что Ньюмарк пожертвовал 500 000 долларов в поддержку попытке Википедии «уменьшить притеснения и вандализм на сайте и улучшить инструменты, которыми модераторы пользуются каждый день для сохранения покоя».
В 2019 году Ньюмарк пожертвовал 6 миллионов долларов Consumer Reports, чтобы проспонсировать цифровую лабораторию, занимающуюся приватностью потребителей и кибербезопасностью.
В 2021 году Ньюмарк поддержал:
- кампанию против программ-вымогателей, инициированную Институтом безопасности и технологий[1];
- шестимесячное исследование дезинформации Комиссии по информационным нарушениям Института Аспена[27];
- основание Института реформации соцсетей при Гарвардском университете[28];
- инициативу Репортёров без границ по повышению доверия к журналистике…[29]

…а также предоставил спонсирование для расширения охвата недостаточно представленных сообществ новостным изданием PBS NewsHour.
В 2022 году Ньюмарк вверил 50 миллионов долларов инициативе по гражданской киберобороне.
В 2023 году Craig Newmark Philanthropies объявила, что удвоит свои пожертвования по борьбе с киберугрозами с 50 до 100 миллионов долларов.
Другие пожертвования Ньюмарка: 1 миллион долларов Глобальному киберальянсу, 150 000 долларов организации «Женщины в кибербезопасности», 250 000 долларов кампаниям гёрлскаутов по кибербезопасности. Также он активно поддерживает Girls Who Code.

### Журнализм
В 2006 The Guardian заявил, что Ньюмарк «готовится инвестировать в проекты гражданской журналистики».
С 2016 по 2020 год Ньюмарк пожертвовал 170 миллионов долларов на поддержку журнализма, борьбы с притеснением журналистов, кибербезопасность и честность выборов, включая пожертвование по 1 миллиону долларов организации ProPublica и Институту медиаисследований Пойнтера' в 2017 году.
В сентябре 2018 года он инвестировал 20 миллионов долларов в создание The Markup, некоммерческой новостной организации.
В том же году он пожертвовал 1 миллион долларов Mother Jones, чтобы помочь журналу в борьбе с фальшивыми новостями.
В 2021 году он пожертвовал 5 миллионов долларов Центру Шоренстайна по СМИ, политике и публичной политике при Школе управления имени Джона Ф. Кеннеди.
Ньюмарк учредил фонд в размере 20 миллионов долларов при Высшей школе журналистики Крейга Ньюмарка.
Согласно The Chronicle of Philanthropy, пожертвования Ньюмарка в 2020 году включили в себя 1 миллион Антидиффамационной лиге.
Ньюмарк пожертвовал 5 миллионов долларов Институту Пойнтера, который использовал их для открытия Центра этики и лидерства имени Крейга Ньюмарка. Его предыдущее пожертвование в размере 1 миллиона долларов позволило также учредить кафедру журналистской этики. Также он пожертвовал 10 миллионов долларов Колумбийскому университету, чтобы создать центр журналистской этики и безопасности и профессуру при нём.
Было установлено, что по состоянию на 2022 год Крейг Ньюмарк пожертвовал от 180 до 200 миллионов долларов на развитие журнализма и борьбы с дезинформацией.
В 2024 Craig Newmark Philanthropies анонсировала стартовый подарок в размере 10 миллионов долларов Высшей школе журналистики имени Крейга Ньюмарка при Нью-Йоркском городском университете с целью в конечном итоге сделать обучение в ней бесплатным для всех студентов.
Другие журналистские организации, поддержанные Ньюмарком: Center for Public Integrity, Центр репортёрских расследований, PolitiFact, Институт Пойнтера, Columbia Journalism Review, Колумбийский центр цифровой журналистики имени Тоу, The GroundTruth Project, Высшая школа журналистики имени Бёркли и Центр нового медиа имени Бёркли.

### Другая благотворительная деятельность
В 2015 году Крейг Ньюмарк пожертвовал 10 000 долларов на установку компостных туалетов в общественном саду в Морристауне, его родном городе. Они были названы «Мемориальными уборными номер 2 имени Крейга Ньюмарка». Первый установленный Ньюмарком туалет был в городе Иерихон.
В 2020 году Bloomberg News сообщило, что Ньюмарк пожертвовал 10 миллионов долларов на борьбу с голодом.
По словам Ньюмарка, по состоянию на май 2021 года он выделил в общей сложности 25 миллионов долларов организациям, работающим над продовольственной безопасностью.
Ньюмарк был среди тех, кто призывал администрацию Байдена ввести оплачиваемые декреты, программы обучения для возвращающихся на работу женщин и принципы равенства оплаты труда.
Также Ньюмарк поддерживал OneVoice, Sunlight Foundation, Voto Latino и проект Викимедия.
Он выделил 100 000 долларов группам по спасению дикой природы. По его словам, он участвовал в спасении голубей.

## Личная жизнь
Ньюмарк женился на Эйлен Уилпли в декабре 2012 года. Вместе им нравится заниматься бёрдвотчингом. В настоящее время[когда?]

 он живёт в Нью-Йорке, не владеет автомобилем и предпочитает пользоваться общественным транспортом.
Ньюмарк описывает себя как светского еврея и шутит, что его раввином был певец Леонард Коэн. Также он фанат Тори Эймос, Лу Рида и телесериалов «Мёртвые до востребования» и «Симпсоны».
Состояние Ньюмарка исчисляется сотнями миллионов долларов. В апреле 2020 года Forbes оценил его состояние в 1,3 миллиарда долларов, но с тех пор он не появлялся в списке миллиардеров. В интервью, которое он дал в 2017 году, он назвал предыдущую оценку Forbes его капитала в 400 миллионов долларов ложной и сказал, что «монетизируя Craigslist так, как я это делал в 1999 году, я, вероятно, уже потратил более 90 процентов своего потенциального капитала».
Ньюмарк выступал против войны в Ираке и считал, что журналисты Белого Дома «не справились со своей работой» и «не сказали властям правду». В 2014 году он был одним из 60 членов Демократической партии, призвавших правительство к созданию системы государственного финансирования выборов. В 2016 году Ньюмарк объединился с прогрессивной кампанией RAD и Lincoln Park Strategies, чтобы провести опрос о восприятии пользователями конфликтов в социальных сетях во время выборов 2016 года.
Ньюмарк поддержал выборную кампанию Барака Обамы в 2008 году, добровольно помогая ему в предвыборной кампании в качестве «суррогата официальных технологий» и высоко оценивая его использование технологий для продвижения демократии на низовом уровне. В выборах 2020 года Ньюмарк поддержал кампанию Джо Байдена, ссылаясь на свою «приверженность борьбе с коррупцией» и свой «послужной список защиты ветеранов».